# Interprovincial Championship 1973-74
El Interprovincial Championship de 1973-74 fue la vigésimo octava edición del torneo de equipos provinciales de la Isla de Irlanda, es decir tanto de la República de Irlanda como de Irlanda del Norte.

## Sistema de disputa
El torneo se disputó en formato de todos contra todos, otorgando 2 puntos por el triunfo, 1 por el empate y 0 por la derrota. El equipo que obtuviera más puntos al final del campeonato era declarado campeón.

## Desarrollo
- Tabla de posiciones:[1]

| Pos. | Equipo         | Encuentros | Encuentros | Encuentros | Encuentros | Tantos | Tantos | Tantos | Puntos |
| Pos. | Equipo         | PJ         | PG         | PE         | PP         | F      | C      | Dif    | Puntos |
| ---- | -------------- | ---------- | ---------- | ---------- | ---------- | ------ | ------ | ------ | ------ |
| 1.º  | Munster Rugby  | 3          | 2          | 1          | 0          | 48     | 16     | +32    | 5      |
| 2.º  | Leinster Rugby | 3          | 2          | 0          | 1          | 43     | 39     | +4     | 4      |
| 3.º  | Ulster Rugby   | 3          | 1          | 1          | 1          | 36     | 40     | -4     | 3      |
| 4.º  | Connacht Rugby | 3          | 0          | 0          | 3          | 34     | 66     | -32    | 0      |

|  | Campeón. |

### Resultados
| 1973 | Leinster | 20 - 13 | Ulster |  |  |

| 1973 | Leinster | 20 - 13 | Connacht |  |  |

| 1973 | Munster | 6 - 6 | Ulster |  |  |

| 1973 | Munster | 13 - 3 | Leinster |  |  |

| 1973 | Munster | 29 - 7 | Connacht |  |  |

| 1973 | Ulster | 17 - 14 | Connacht |  |  |

| Bandera de Irlanda   |
| Campeón Munster      |
| Décimo primer título |